# 暗迷孔菌属
暗迷孔菌属（学名：Phaeodaedalea）是白肉迷孔菌科下的一个属。

## 下属物种
本属包括以下物种：
- 未定暗迷孔菌 Phaeodaedalea incerta (Curr.) Ţura, Zmitr., Wasser & Spirin